# Salome Pazhava
Salomé Pazhava (in georgiano სალომე ფაჟავა?; Mosca, 3 settembre 1997) è una ginnasta georgiana di ginnastica ritmica. È la ginnasta più titolata della Georgia dopo Irina Gabashvili.

## Biografia
Figlia unica, parla georgiano, russo e inglese.

## Carriera

### Junior
Salomé inizia a gareggiare nel 2005. Nel 2012 vince una medaglia di bronzo agli Europei di Nizhny Novgorod nella gara per team juniores. 

### Senior
Nel 2013 si classifica 20ª ai Mondiali di Kiev.
Nel 2014 è 13ª nella finale all-around dei Mondiali di Smirne. 
Il 2015 è l'anno decisivo: Salomé vince il bronzo ai I Giochi europei e conclude l'anno con il 4º posto ai Mondiali di Stoccarda, centrando così la qualificazione olimpica.
Nel 2016 è considerata una delle candidate al podio alle Olimpiadi di Rio, ma diverse infiammazioni ai piedi incidono negativamente sulla sua prestazione. Conclude la gara al 14º posto, non riuscendo a centrare la finale. Dopo aver curato il suo infortunio in Italia, a Bologna, partecipa al Campionato di Serie A in forze alla società Pontevecchio.
Nel 2017, dopo un ulteriore infortunio al gomito, rientra in pedana poco prima dei Mondiali di Pesaro ai quali partecipa classificandosi 15ª. 
Ai Mondiali di Baku 2019 riesce a qualificarsi ai suoi secondi Giochi Olimpici, quelli Tokyo 2020-21, che conclude al 17º posto. Dopo le Olimpiadi annuncia il ritiro. 

### Record
- Prima ginnasta georgiana a vincere una medaglia (bronzo) ai Giochi Europei, 2015.
- Prima ginnasta georgiana a vincere una medaglia (bronzo) nella World Cup Series FIG, 2015.
- Prima ginnasta georgiana a vincere una medaglia all-around (bronzo) nella World Cup Series FIG, 2016.

## Palmarès
- Campionati europei di ginnastica ritmica

Nižnij Novgorod 2012: bronzo nella gara a squadre (junior).
- Giochi europei

Baku 2015: bronzo nel nastro.